# Wilfried Peffgen
Wilfried Peffgen (ur. 1 października 1942 w Kolonii, zm. 9 maja 2021 tamże) – niemiecki kolarz torowy i szosowy reprezentujący Niemcy Zachodnie, siedmiokrotny medalista torowych mistrzostw świata.

## Kariera
Pierwszy sukces w karierze osiągnął w 1959 roku, kiedy został mistrzem kraju juniorów w szosowym wyścigu ze startu wspólnego. W 1964 roku wystartował na igrzyskach olimpijskich w Tokio, gdzie w tej samej konkurencji rywalizację zakończył na szóstej pozycji. Większe sukcesy odnosił w kolarstwie torowym – na mistrzostwach świata w Lecce w 1976 roku zdobył swoje pierwsze trofeum, zwyciężając w wyścigu ze startu zatrzymanego zawodowców. Wyczyn ten powtórzył również na mistrzostwach świata w Monachium w 1978 roku oraz rozgrywanych dwa lata później mistrzostwach w Besançon. Ponadto w tej konkurencji Peffgen wywalczył jeszcze cztery medale: srebrne na MŚ w San Cristóbal (1977), MŚ w Amsterdamie (1979) i MŚ w Leicester (1982) oraz brązowy podczas MŚ w Brnie (1981). W 1966 roku zwyciężył w klasyfikacji generalnej Grosser Preis des Kantons Aargau, a dwa lata później zajął 22. pozycję w klasyfikacji generalnej Vuelta a España, przy czym wygrał jeden z etapów.